# Johann Quistorp der Ältere

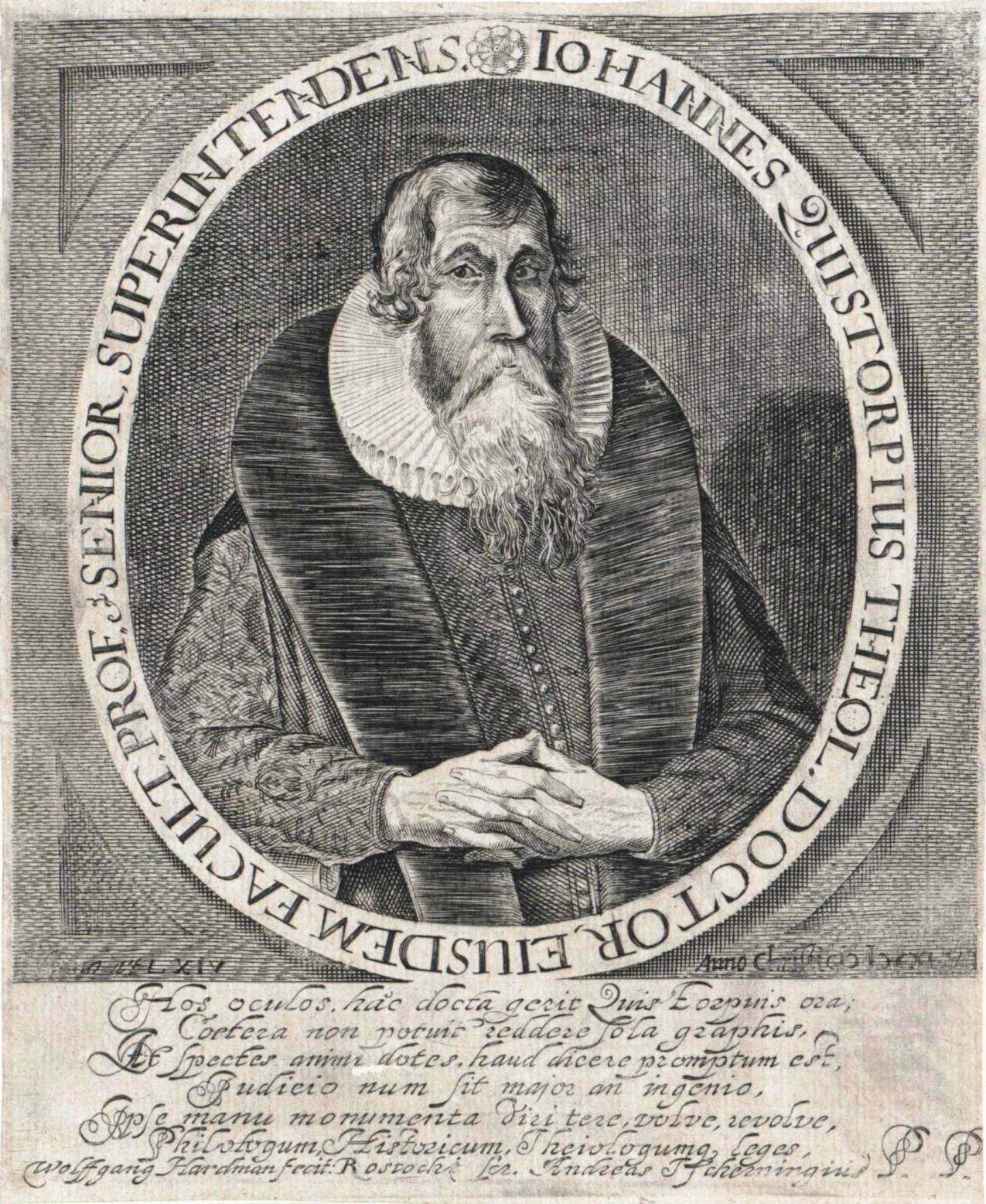
Johann Quistorp d. Ä.

Johann Quistorp der Ältere (* 18. August 1584 in Rostock; † 2. Mai 1648 in Doberan) war Theologieprofessor und Prediger in Rostock und elfmaliger Rektor der Universität. Er leistete der Stadt Rostock in der Zeit des Dreißigjährigen Krieges bedeutende Dienste.

## Leben

### Schule
Geboren wurde er als zweites von acht Kindern des Weißgerbers Joachim (1556–1604) und Catharina Quistorp, geb. Dumrath (1562–1647). Zu dieser Zeit war die wirtschaftliche Lage Mecklenburgs immer schlechter geworden. Die religiösen Verhältnisse der Stadt Rostock waren nach jahrzehntelanger Reformation endgültig lutherisch festgelegt. Johann Quistorp besuchte die nach evangelischen Prinzipien organisierte Große Stadtschule Rostock unter den berühmten Rektoren Nathan Chyträus und Paul Tarnow. Schon in seiner Schulzeit galt er als hoffnungsvoller Schüler, in dem Chyträus und Tarnow „ein vortreffliches Ingenium verspürten“.

### Akademische Bildung

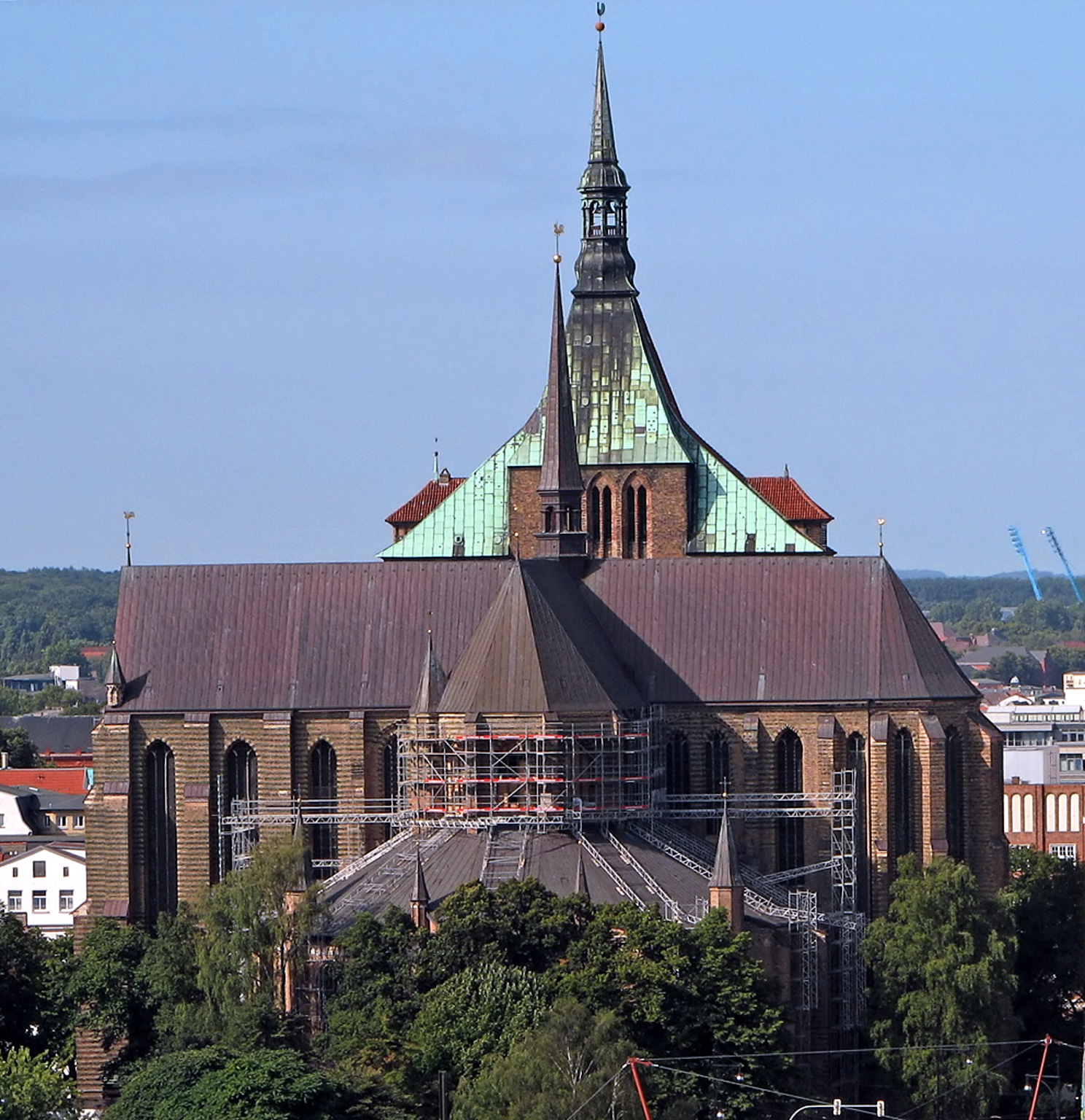
Marienkirche Rostock

Nach seinem Schulabschluss wechselte er im sechzehnten Lebensjahr an das Gymnasium zum Grauen Kloster in Berlin. 1604 begann er ein Studium der Philosophie in Frankfurt an der Oder, musste jedoch bereits im Dezember 1604 nach Rostock zurückkehren, da sein Vater gestorben war. Hier ließ er sich zum Studium der Theologie immatrikulieren. Am 4. Mai 1613 promovierte er zum Magister, am 14. Mai 1613 wurde er Dozent an der philosophischen Fakultät. Anschließend begleitete er den Lübecker Patrizier Nicolaus Ritter zwei Jahre auf einer Reise durch Holland, Brabant und Flandern sowie nach Leipzig, Wittenberg, Jena, Marburg, Heidelberg, Tübingen, Köln, Straßburg und Basel. Am 21. Mai 1614 erhielt er vom Rostocker Rat die städtische Professur der Theologie. Nach einer Rundreise durch acht deutsche Universitäten trat er 1615 sein Amt an. Am 8. Oktober 1615 wurde er das erste Mal zum Rektor gewählt. Er hatte dieses auf ein Jahr gewählte Amt elfmal inne. Am 30. April 1616 wurde er von der Gemeinde zum Archidiakon (zweiter Prediger) an St. Marien gewählt. Am 3. Oktober 1616 promovierte er zum Doktor der Theologie. Nach der damaligen Gewohnheit feierte er aufgrund der außerordentlich großen Promotionskosten am gleichen Tag seine Hochzeit mit Barbara Domann (1597–1663), die als eine Tochter des früh verstorbenen Osnabrücker Juristen Stephan Domann die Paten- und Ziehtochter des Hansesyndikus Dr. iur. utr. Johann Domann war. Das Ehepaar bekam zwei Söhne und acht Töchter, darunter am 3. Februar 1624 Johannes, der später der Jüngere genannt wurde.
Quistorp stand 1627 für die Stelle des Pastors der Jakobikirche zur Wahl, gewählt wurde allerdings auf Drängen der Gemeinde der Diakon der Petrikirche, Joachim Engelbrecht, der besonders „gut reden kann“, es wurde aber gemutmaßt, dass Quistorps Predigten der Gemeinde zu unbequem und scharf wären. Dafür spricht, dass er allgemein als „eindrücklicher Prediger“ bezeichnet wurde und es eine große Zahl von gedruckten und veröffentlichten Predigtsammlungen von ihm gibt. In seiner Zeit galt Quistorp als toleranter, friedfertiger Theologe mit vorbildlicher Lebensführung.
1621 schlichtete er einen konfessionellen Streit mit den Calvinisten, die aus den Reihen der akademisch gebildeten Laien hervorgingen, mit seiner ausgleichenden, überzeugenden und vermittelnden Art.

### Dreißigjähriger Krieg
1627 erreichte der Dreißigjährige Krieg auch Mecklenburg. Wallenstein besetzte das Land bis auf die Städte. Am 26. Oktober 1628 begann die wallensteinsche Besatzung Rostocks unter Oberst Ludwig von Hatzfeld. Dieser wurde am 1. Februar 1631 ermordet in seinem Zimmer aufgefunden. Die Besatzung war auf das höchste erregt, die wütenden Soldaten drohten mit einem Massaker. Fünfzig Soldaten drangen in Quistorps Haus ein und verlangten von ihm als Rektor, dass er den Schuldigen ohne Prozess unverzüglich ausliefern solle. Anderenfalls würden die Häuser aller Universitätsangehörigen geplündert und bei ihm begonnen werden. Quistorp gelang es durch seine Diplomatie, die Militärs zu besänftigen. Der Mörder war der Jurist Jakob Varmeier, ein Mitglied der Universität. Dieser führte gottgefällige Gründe für den Mord an. Er hatte sich an dem Gedanken berauscht, nach biblischem Vorbild diese Befreiungstat an dem Unterdrücker vollziehen zu sollen. Varmeyer wurde ausgeliefert und starb an den Folgen der Folter. Die Stadt blieb von einem Vergeltungsschlag verschont.

### Reformen
Quistorp trug maßgeblich dazu bei, die Prediger-Witwenkasse und Freihäuser zu gründen, so dass Witwen und Waisen der verstorbenen Pfarrer einen Lebensunterhalt erhielten. Auch machte er sich um die Verbesserung des durch den Krieg völlig in Verfall geratenen Schulwesens besonders verdient. So gab er Luthers programmatische Schrift an die Ratsherren, Schulen zu errichten, mit einer Vorrede neu heraus, in der er energisch für die öffentliche Schule und gegen den Privatunterricht eintrat. Hierdurch kam es 1647 zu einer neuen Schulordnung. Er veranlasste ebenfalls, dass die Universität Maßregeln gegen die Drangsalierung und Ausnutzung des jungen Nachwuchses durch die älteren Semester in den „Verbindungen“ ergreife. Bereits in seiner Rektoratsrede hatte er dies zu seinem Anliegen gemacht und über Jahre vorangetrieben. 1643 verfasste er eine Studienanweisung für Theologiestudenten.
Am 7. Oktober 1645 wurde er zum Pfarrer an St. Marien gewählt und am 24. Oktober ernannt.

### Thorner Religionsgespräch
1645 wurde das in die Geschichte eingegangene Thorner Religionsgespräch einberufen. Es war ein ökumenisches Kolloquium mit Theologen der drei großen Konfessionen, um Streitigkeiten zwischen den Konfessionen zu schlichten. Der in der Mark Brandenburg zur Regierung gekommene Kurfürst Friedrich Wilhelm erbat sich vom Mecklenburger Herzog Adolf Friedrich für die in Thorn beabsichtigten Verhandlungen den weithin angesehenen Quistorp. Dies lehnte dieser unter Hinweis auf sein Alter und die Strapazen der Reise ab. Eigentlicher Grund der Ablehnung war aber, weil er die konfessionellen Auseinandersetzungen zwischen orthodoxen Lutheranern und den Anhängern von Georg Calixt voraussah. Stattdessen sprach er Abraham Calov, einem mit ihm in sachlicher Übereinstimmung stehenden orthodoxen Lutheraner, sein uneingeschränktes Vertrauen als Führer der lutherischen Sache aus und schickte seinen Sohn Johannes als Beobachter. Die Verhandlungen endeten nach drei Monaten ergebnislos.

### Begegnung mit Grotius

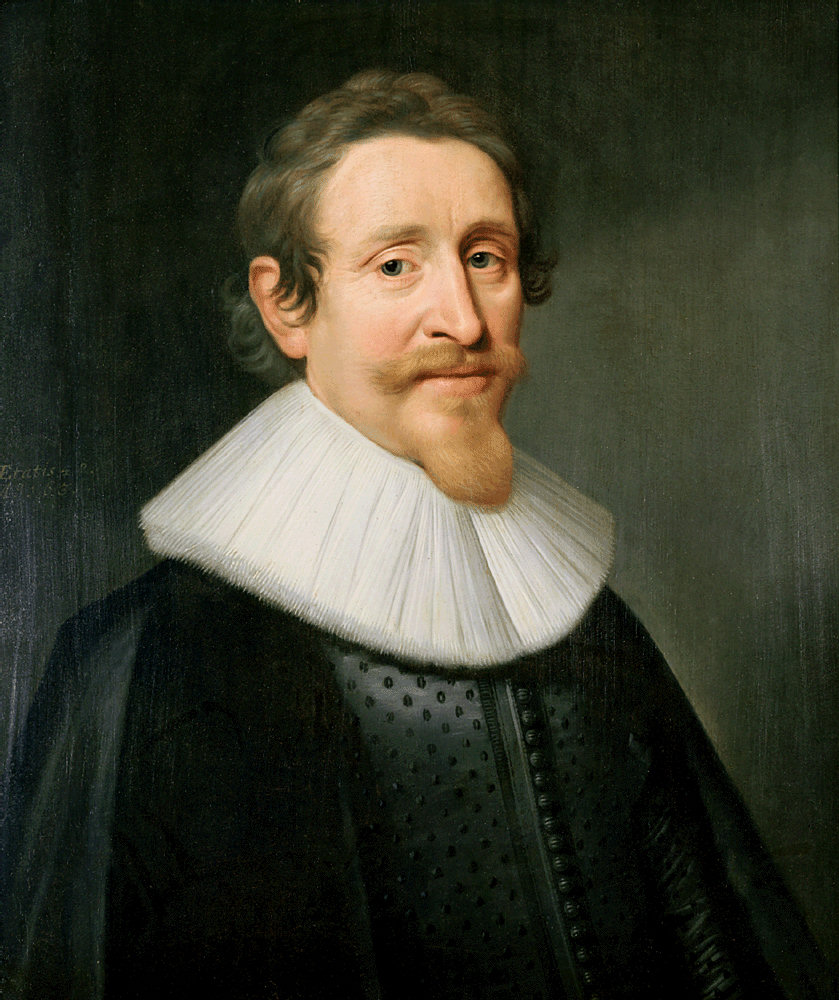
Hugo Grotius

Wichtig war die Begegnung Quistorps 1645 mit dem Theologen, Naturwissenschaftler und Juristen, dem berühmten Begründer des Völkerrechts und Vorläufer der Aufklärung Hugo Grotius. Johann Quistorp leistete diesem Beistand bei dessen Tod. Grotius war nach einer Reise aus Stockholm in Rostock todkrank angekommen. Quistorp hat später dafür gesorgt, dass Grotius vorläufig in der Marienkirche an einem ehrenvollen Platz beerdigt wurde, bevor er später in seine Heimat überführt wurde.
Am 15. Dezember 1645 übernahm Quistorp das Amt des Stadtsuperintendenten.

### Tod

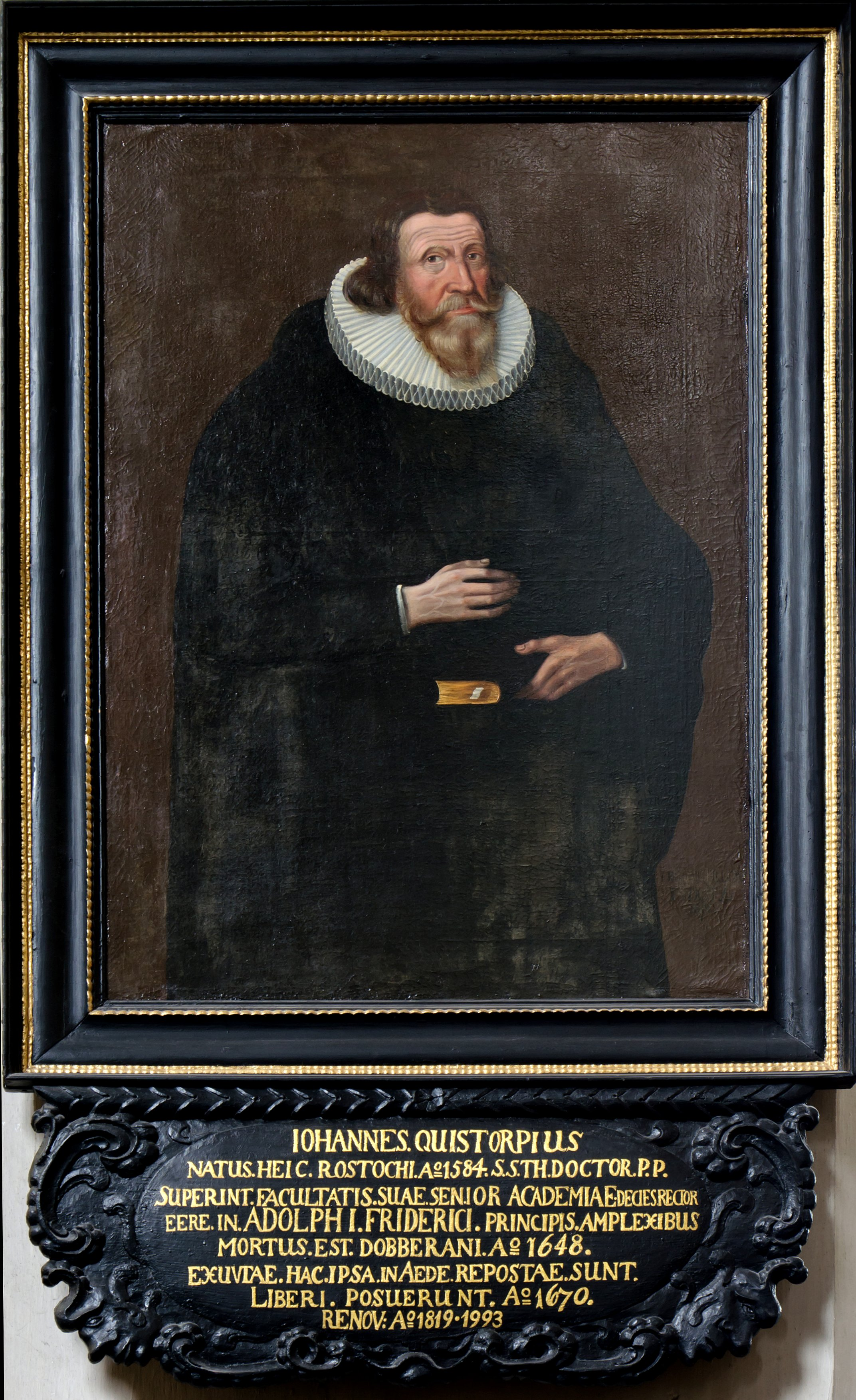
Bild in der Marienkirche Rostock

Am 2. Mai 1648 starb Johann Quistorp. Er war bei Herzog Adolf Friedrich von Mecklenburg in Doberan, um mit ihm die Lage der Kirche zu beraten. Er erlag einem Asthmaanfall, der ihn nachts im Hause des ihn beherbergenden Doberaner Predigers befiel. Sein Leichnam wurde feierlich nach Rostock zurückgebracht und in der Marienkirche beigesetzt. Sein Grabstein befindet sich direkt im Eingangsbereich im Boden eingelassen, weiter befinden sich zwei Porträts im Chorumgang und im Nordschiff.

## Werke
- Oratio in qua schoristae academiarum pestes delineatur, Rostock 1621
- Kriegspredigten oder Erklerung des Propheten Nahum, Darinn vuns das jtzige betrübte Kriegswesen also vor die augen gestellet wird, Rostock 1628
- Quatuor novissima Oder Fünff vnd funfftzig Predigten ... Neben ... Predigten von der Pestilentz, Rostock 1629
- De spiritu sancto, Rostock 1635
- Disputatio theol. De fide infantum, quam Deo Patre per Jesum Christum virtute Spiritus Sancte juvante et gubernante, Rostock 1642
- De homooysia tum divinae christi naturae cum natura divina Patris: tum humanae Christi naturae cum nostra, opposita praecipue Ne-Arianis et Weigelianis, Rostock 1642
- De Mysterio Magno, unione scil. fidelium cum Deo, Rostock 1644
- Perpetuum mobile, Nimmer stiller Herzens-Wecker Oder Hochnötige Lehre von dem sich stetsregenden Gewissen, Rostock 1646
- De sacra scriptura, Rostock 1648